# Heinrich Hestermann

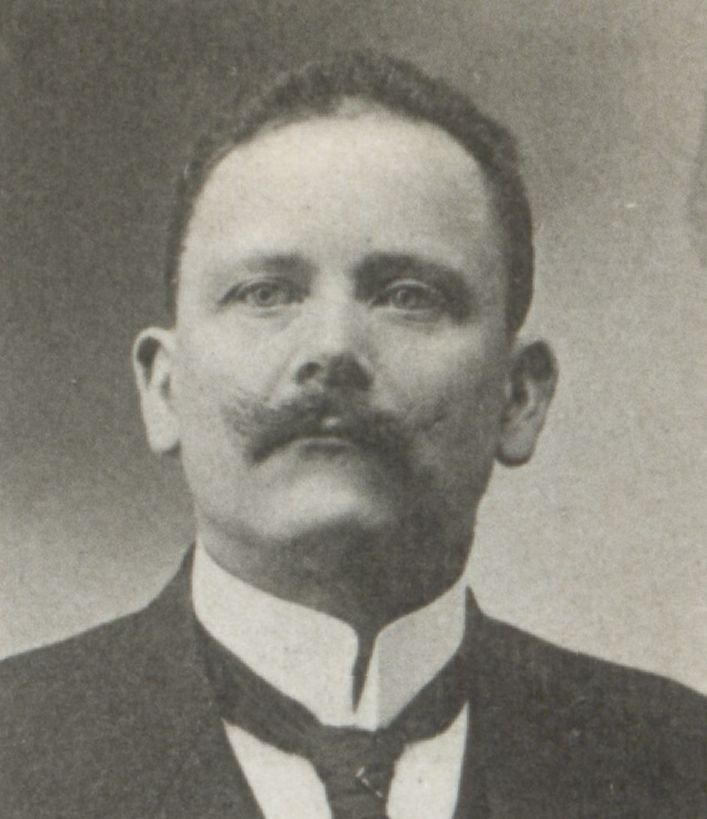
Heinrich Hestermann als Reichstagsabgeordneter 1912

Heinrich Hestermann (* 16. Januar 1869 in Moorlinge (heute Morlinge, Gemeinde Warmsen) als Heinrich Friedrich Klöpper; † 18. Februar 1952 in Petershagen) war Landwirt und Mitglied des Deutschen Reichstags.

## Leben
Hestermann wurde auf der Stätte Kröger in Moorlinge als Heinrich Friedrich Klöpper geboren. Sein Onkel und Taufpate Johann Hestermann aus Petershagen (Haus Nr. 97) hat ihn an Kindes statt angenommen. Johann Hestermanns Ehefrau und Heinrichs Mutter waren Schwestern. Beide stammten aus Maaslingen (Töchter des Colon Wilhelm Canning).
Hestermann besuchte die Volksschule in Petershagen und das Gymnasium in Minden und Herford. Er widmete sich zunächst der Landwirtschaft und war dann fünf Jahre als Beamter im landwirtschaftlichen Genossenschaftswesen tätig. Er besaß einen landwirtschaftlichen Kleinbetrieb, verbunden mit einer Kunst- und Handelsgärtnerei. 1901 kaufte er Schloss Petershagen.
Er diente im Infanterie-Regiment Nr. 15. Er war stellvertretender Wahlkreisvorsitzender im Bund der Landwirte und Mitbegründer und Generalsekretär des Deutschen Bauernbundes. Auch war er Mitglied der Stadtvertretung in Petershagen.
Von 1912 bis 1918 war er Mitglied des Deutschen Reichstags für den Reichstagswahlkreis Regierungsbezirk Kassel 3 (Fritzlar, Homberg, Ziegenhain) und den Deutschen Bauernbund. Er war anfangs Hospitant der Nationalliberalen Partei und schied dann aus dem Deutschen Bauernbund und als Hospitant der Nationalliberalen wieder aus.
Sein Sohn war der Jurist und Politiker Gustav Hestermann.